# Adam Ståhl
Adam Mikael Sven Ståhl, född 8 oktober 1994, är en svensk-finländsk fotbollsspelare som spelar för Djurgårdens IF.

## Karriär
Ståhls moderklubb är Brämhults IK. Därefter spelade Ståhl för IF Elfsborg innan han inför säsongen 2013 gick över till Norrby IF. I januari 2017 förlängde Ståhl sitt kontrakt i Norrby IF med två år. Han gjorde sin Superettan-debut den 16 april 2017 i en 1–1-match mot Trelleborgs FF.
Den 6 januari 2018 skrev Ståhl på ett två och ett halvt år långt kontrakt med turkiska Süper Lig-klubben Kardemir Karabükspor. Den 11 augusti 2018 värvades Ståhl av Dalkurd FF, där han skrev på ett kontrakt säsongen ut.
I januari 2019 värvades Ståhl av IK Sirius, där han skrev på ett treårskontrakt. Efter säsongen 2021 lämnade Ståhl klubben.
I januari 2022 värvades Ståhl av Mjällby AIF, där han skrev på ett kontrakt fram över säsongen 2024.
I juli 2024 värvades Ståhl av Djurgårdens IF, där han skrev på ett 3,5-årskontrakt.

## Statistik

### Klubblag
| Klubb                              | Säsong         | Liga           | Liga    | Liga | Liga   | Cup     | Cup | Cup    | Europa  | Europa | Europa | Totalt  | Totalt | Totalt |
| Klubb                              | Säsong         | Division       | Matcher | Mål  | Assist | Matcher | Mål | Assist | Matcher | Mål    | Assist | Matcher | Mål    | Assist |
| ---------------------------------- | -------------- | -------------- | ------- | ---- | ------ | ------- | --- | ------ | ------- | ------ | ------ | ------- | ------ | ------ |
| Norrby IF                          | 2013           | Division 2     | 1       | 0    | 0      | 0       | 0   | 0      | —       | —      | —      | 1       | 0      | 0      |
| Norrby IF                          | 2014           | Ettan          | 24      | 3    | 4      | 2       | 0   | 0      | —       | —      | —      | 26      | 3      | 4      |
| Norrby IF                          | 2015           | Ettan          | 22      | 0    | 3      | 2       | 0   | 0      | —       | —      | —      | 24      | 0      | 3      |
| Norrby IF                          | 2016           | Ettan          | 16      | 4    | 0      | 2       | 0   | 0      | —       | —      | —      | 18      | 4      | 0      |
| Norrby IF                          | 2017           | Superettan     | 26      | 7    | 9      | 1       | 2   | 0      | —       | —      | —      | 27      | 9      | 9      |
| Totalt                             | Totalt         | Totalt         | 89      | 14   | 16     | 7       | 2   | 0      | —       | —      | —      | 96      | 16     | 16     |
| Kardemir Karabükspor               | 2017/2018      | Süper Lig      | 8       | 0    | 1      | —       | —   | —      | —       | —      | —      | 8       | 0      | 1      |
| Totalt                             | Totalt         | Totalt         | 8       | 0    | 1      | —       | —   | —      | —       | —      | —      | 8       | 0      | 1      |
| Dalkurd FF                         | 2018           | Allsvenskan    | 11      | 0    | 1      | 0       | 0   | 0      | —       | —      | —      | 11      | 0      | 1      |
| Totalt                             | Totalt         | Totalt         | 11      | 0    | 1      | 0       | 0   | 0      | —       | —      | —      | 11      | 0      | 1      |
| IK Sirius                          | 2019           | Allsvenskan    | 18      | 1    | 0      | 3       | 0   | 1      | —       | —      | —      | 21      | 1      | 1      |
| IK Sirius                          | 2020           | Allsvenskan    | 17      | 0    | 1      | 1       | 0   | 0      | —       | —      | —      | 18      | 0      | 1      |
| IK Sirius                          | 2021           | Allsvenskan    | 24      | 4    | 2      | 1       | 0   | 0      | —       | —      | —      | 25      | 4      | 2      |
| Totalt                             | Totalt         | Totalt         | 59      | 5    | 3      | 5       | 0   | 1      | —       | —      | —      | 64      | 5      | 4      |
| Mjällby AIF                        | 2022           | Allsvenskan    | 25      | 1    | 1      | 2       | 0   | 0      | —       | —      | —      | 27      | 1      | 1      |
| Mjällby AIF                        | 2023           | Allsvenskan    | 29      | 3    | 2      | 7       | 1   | 0      | —       | —      | —      | 36      | 4      | 2      |
| Mjällby AIF                        | 2024           | Allsvenskan    | 16      | 2    | 6      | 4       | 1   | 0      | —       | —      | —      | 20      | 3      | 6      |
| Totalt                             | Totalt         | Totalt         | 70      | 6    | 9      | 13      | 2   | 0      | —       | —      | —      | 83      | 8      | 9      |
| Djurgårdens IF                     | 2024           | Allsvenskan    | 13      | 1    | 1      | 0       | 0   | 0      | 10      | 1      | 1      | 23      | 2      | 3      |
| Djurgårdens IF                     | 2025           | Allsvenskan    | 14      | 1    | 0      | 4       | 1   | 0      | 4       | 0      | 0      | 20      | 0      | 0      |
| Totalt                             | Totalt         | Totalt         | 27      | 2    | 2      | 4       | 1   | 0      | 14      | 1      | 1      | 45      | 4      | 3      |
| Hela karriären                     | Hela karriären | Hela karriären | 264     | 27   | 32     | 29      | 5   | 1      | 14      | 1      | 1      | 307     | 33     | 34     |
| Senast uppdaterad 18 augusti 2025. |                |                |         |      |        |         |     |        |         |        |        |         |        |        |

### Landslag
| Landslag                            | År             | Totalt  | Totalt | Totalt |
| Landslag                            | År             | Matcher | Mål    | Assist |
| ----------------------------------- | -------------- | ------- | ------ | ------ |
| Finland                             | 2024           | 3       | 0      | 0      |
| Hela karriären                      | Hela karriären | 3       | 0      | 0      |
| Senast uppdaterad 17 november 2024. |                |         |        |        |